# Tommy Docherty
Tommy Docherty, właśc. Thomas Henderson Docherty (ur. 24 kwietnia 1928 w Glasgow, zm. 31 grudnia 2020) – szkocki piłkarz występujący na pozycji pomocnika, a także trener.

## Kariera klubowa
Docherty karierę rozpoczął w 1948 roku w Celtiku i spędził tam sezon 1948/1949. W 1949 roku przeszedł do angielskiego Prestonu North End, grającego w Division Two. W sezonie 1950/1951 awansował z nim do Division One. W kolejnych latach wraz z zespołem dwukrotnie wywalczył wicemistrzostwo Anglii (1953, 1958). Zawodnikiem Prestonu Docherty był do 1958 roku. Następnie grał w innych drużynach Division One – Arsenalu oraz Chelsea, gdzie w 1962 roku zakończył karierę.

## Kariera reprezentacyjna
W reprezentacji Szkocji Docherty zadebiutował 14 listopada 1951 w przegranym 0:1 meczu British Home Championship z Walią, a 2 kwietnia 1955 w przegranym 2:7 pojedynku tych samych rozgrywek z Anglią strzelił swojego jedynego gola w kadrze.
W 1954 roku Docherty został powołany do kadry na mistrzostwa świata. Wystąpił na nich w meczach z Austrią (0:1) i Urugwajem (0:7), a Szkocja odpadła z turnieju po fazie grupowej.
W 1958 roku ponownie był w kadrze na mistrzostwa świata. Tym razem nie zagrał jednak na nich w żadnym meczu, a Szkocja ponownie zakończyła turniej na fazie grupowej.
W latach 1951–1959 w drużynie narodowej Docherty rozegrał 25 spotkań i zdobył 1 bramkę.

## Kariera trenerska
Karierę trenerską Docherty rozpoczął w 1961 roku jako grający trener drużyny Chelsea. W sezonie 1961/1962 spadł z nią z Division One do Division Two. W kolejnym sezonie wraz z Chelsea awansował jednak z powrotem do Division One. W 1965 roku zwyciężył z nią w rozgrywkach Pucharu Ligi Angielskiej. Szkoleniowcem Chelsea Docherty był do 1967 roku.
Następnie prowadził Rotherham United (Division Two), Queens Park Rangers (Division One), Aston Villę (Division Two), a także portugalskie FC Porto. Wraz z Rotherhamem w sezonie 1967/1968, a także z Aston Villą w sezonie 1969/1970 zajął ostatnie, 22. miejsce w Division Two, skutkujące spadkiem do Division Three.
W 1971 roku Docherty został selekcjonerem reprezentacji Szkocji. W roli tej zadebiutował 13 października 1971 w wygranym 2:1 meczu eliminacji do Mistrzostw Europy 1972 z Portugalią. Kadrę Szkocji trenował do 1972 roku. Poprowadził ją łącznie w 12 spotkaniach, z których 7 było wygrane, 2 zremisowane, a 3 przegrane.
W grudniu 1972 objął stanowisko trenera Manchesteru United. W sezonie 1972/1973 spadł z nim z Division One do Division Two, jednak w kolejnym awansował z powrotem do Division One. W sezonie 1975/1976 zajął z nim 3. miejsce w tych rozgrywkach, a także dotarł do finału Pucharu Anglii, przegranego jednak z Southamptonem. W następnym sezonie Docherty ponownie doprowadził zespół United do finału Pucharu Anglii, tym razem wygranego, po pokonaniu Liverpoolu. W czerwcu 1977 Docherty odszedł z klubu.
W kolejnych latach prowadził jeszcze zespoły Derby County, Queens Park Rangers, Sydney Olympic, Preston North End, South Melbourne, Wolverhampton Wanderers oraz Altrincham, który był jego ostatnim klubem w karierze.